# تست‌افزار
به‌طور کلی، تست‌افزار زیرمجموعه‌ای از مهندسی نرم‌افزار با هدف خاص می‌باشد که به منظور تست اتوماسیون نرم‌افزار استفاده می‌شود. اتوماسیون تست‌افزار به عنوان مثل برای اجرا شدن بر روی چارچوب‌های اتوماسیون طراحی می‌شوند. تست‌افزار یک اصطلاح چتری است که در بر گیرنده تمامی نرم‌افزارهای کاربردی است که در تست یک بسته نرم‌افزاری مورد استفاده قرار می‌گیرد و لزوماً به اهداف عملیاتی کمک نمی‌کند. به همین ترتیب، تست‌افزار یک پیکربندی ایستا نیست، بلکه صرفاً یک محیط کاری برای نرم‌افزار کاربردی یا زیر مجموعه‌های آن است.
آن شامل مصنوعات تولید شده مورد نیاز برای برنامه‌ریزی، طراحی و اجرای آزمونها مانند اسناد، اسکریپت‌ها، ورودی‌ها، نتایج مورد انتظار، روش‌های تنظیم و تشخیص، فایل‌ها، پایگاه‌های داده، محیط تست و هرگونه نرم‌افزار کاربردی در طول فرایند تست است.
تست‌افزار توسط روش‌های تأیید و اعتبارسنجی تولید می‌شود. تست‌افزارها مانند نرم‌افزار، علاوه بر کدها و فایل‌های باینری شامل موارد آزمایشی، طرح آزمایش، گزارش آزمایش و … هستند. تست‌افزار می‌بایست تحت یک سیستم مدیریت پیکربندی کنترل، ذخیره و صادقانه نگه‌داری شوند.
در مقایسه با نرم‌افزارهای معمول، تست‌افزارها متفاوت هستند. به دلایل زیر:
- کاربرد متفاوت
- معیارهای متفاوت اندازه‌گیری کیفیت
- کاربرهای متفاوت

روش‌های مختلفی را باید هنگام استفاده از تست نرم‌افزار برای استفاده از نرم‌افزار به‌طور کلی استفاده کنید.
همچنین تست‌افزار به عنوان ابزارهای آزمایش به معنای کامل اشاره دارد.